# Nippon Professional Baseball 2012
La stagione 2012 della Nippon Professional Baseball (NPB) è iniziata il 30 marzo ed è terminata il 3 novembre 2012.
Le Japan Series sono state vinte per la ventiduesima volta nella loro storia dagli Yomiuri Giants, che si sono imposti sugli Hokkaido Nippon-Ham Fighters per 4 partite a 2.

## Regular season

### Central League
| Squadra                | Partite | Vittorie | Sconfitte | Pareggi | Perc. | GB   |
| ---------------------- | ------- | -------- | --------- | ------- | ----- | ---- |
| Yomiuri Giants         | 144     | 86       | 43        | 15      | .667  | —    |
| Chunichi Dragons       | 144     | 75       | 53        | 16      | .586  | 10.5 |
| Tokyo Yakult Swallows  | 144     | 68       | 65        | 11      | .511  | 20.0 |
| Hiroshima Toyo Carp    | 144     | 61       | 71        | 12      | .462  | 26.5 |
| Hanshin Tigers         | 144     | 55       | 75        | 14      | .423  | 31.5 |
| Yokohama DeNA BayStars | 144     | 46       | 85        | 13      | .351  | 41.0 |

### Pacific League
| Squadra                      | Partite | Vittorie | Sconfitte | Pareggi | Perc. | GB   |
| ---------------------------- | ------- | -------- | --------- | ------- | ----- | ---- |
| Hokkaido Nippon-Ham Fighters | 144     | 74       | 59        | 11      | .556  | —    |
| Saitama Seibu Lions          | 144     | 72       | 63        | 9       | .533  | 3.0  |
| Fukuoka SoftBank Hawks       | 144     | 67       | 65        | 12      | .508  | 6.5  |
| Tohoku Rakuten Golden Eagles | 144     | 67       | 67        | 10      | .500  | 7.5  |
| Chiba Lotte Marines          | 144     | 62       | 67        | 15      | .481  | 10.0 |
| Orix Buffaloes               | 144     | 57       | 77        | 10      | .425  | 17.5 |

|  | 1º della regular season e qualificato alle finali delle Climax Series |
|  | Qualificati alle semifinali delle Climax Series                       |

### Record individuali

#### Central League
| Stat. | Giocatore          | Squadra               | Totale |
| ----- | ------------------ | --------------------- | ------ |
| AVG   | Shinnosuke Abe     | Yomiuri Giants        | .340   |
| HR    | Wladimir Balentien | Tokyo Yakult Swallows | 31     |
| RBI   | Shinnosuke Abe     | Yomiuri Giants        | 104    |
| R     | Hayato Sakamoto    | Yomiuri Giants        | 129    |
| H     | Hayato Sakamoto    | Yomiuri Giants        | 173    |
| H     | Hisayoshi Chono    | Yomiuri Giants        | 173    |
| SB    | Yohei Oshima       | Chunichi Dragons      | 32     |

| Stat. | Giocatore        | Squadra               | Totale |
| ----- | ---------------- | --------------------- | ------ |
| W     | Tetsuya Utsumi   | Yomiuri Giants        | 15     |
| L     | Bryan Bullington | Hiroshima Toyo Carp   | 14     |
| L     | Minoru Iwata     | Hanshin Tigers        | 14     |
| ERA   | Kenta Maeda      | Hiroshima Toyo Carp   | 1.53   |
| K     | Toshiya Sugiuchi | Yomiuri Giants        | 172    |
| K     | Atsushi Nomi     | Hanshin Tigers        | 172    |
| IP    | Kenta Maeda      | Hiroshima Toyo Carp   | 206 ⅓  |
| SV    | Tony Barnette    | Tokyo Yakult Swallows | 33     |
| SV    | Hitoki Iwase     | Chunichi Dragons      | 33     |

#### Pacific League
| Stat. | Giocatore        | Squadra                      | Totale |
| ----- | ---------------- | ---------------------------- | ------ |
| AVG   | Katsuya Kakunaka | Chiba Lotte Marines          | .312   |
| HR    | Takeya Nakamura  | Saitama Seibu Lions          | 27     |
| RBI   | Dae-Ho Lee       | Orix Buffaloes               | 91     |
| R     | Sho Nakata       | Hokkaido Nippon-Ham Fighters | 79     |
| H     | Seiichi Uchikawa | Fukuoka SoftBank Hawks       | 157    |
| SB    | Ryo Hijirisawa   | Tohoku Rakuten Golden Eagles | 54     |

| Stat. | Giocatore        | Squadra                      | Totale  |
| ----- | ---------------- | ---------------------------- | ------- |
| W     | Tadashi Settsu   | Fukuoka SoftBank Hawks       | 17      |
| L     | Takayuki Kishi   | Saitama Seibu Lions          | 12      |
| ERA   | Mitsuo Yoshikawa | Hokkaido Nippon-Ham Fighters | 1.71    |
| K     | Masahiro Tanaka  | Tohoku Rakuten Golden Eagles | 169     |
| IP    | Yoshihisa Naruse | Chiba Lotte Marines          | 200 2⁄3 |
| SV    | Hisashi Takeda   | Hokkaido Nippon-Ham Fighters | 32      |

## All-Star Game
| Gare | Data | Vincitore | Punteggio | Ospite                                               | MVP                                              | Lanciatore Vincente                                | Lanciatore Perdente                           |
| ---- | ---- | --------- | --------- | ---------------------------------------------------- | ------------------------------------------------ | -------------------------------------------------- | --------------------------------------------- |
| 1    | 20/7 | Central   | 4-1       | Osaka Dome in Nishi-ku, Osaka                        | Norihiro Nakamura, Yokohama DeNA BayStars (CL)   | Toshiya Sugiuchi, Yomiuri Giants (CL)              | Yuki Saito, Hokkaido Nippon-Ham Fighters (PL) |
| 2    | 21/7 | Central   | 4-0       | Botchan Stadium in Matsuyama, Ehime                  | Kenta Maeda, Hiroshima Toyo Carp (CL)            | Kenta Maeda, Hiroshima Toyo Carp (CL)              | Yoshihisa Naruse, Chiba Lotte Marines (PL)    |
| 3    | 23/7 | Pacific   | 6-2       | Iwate Prefectural Baseball Stadium in Morioka, Iwate | Dai-Kang Yang, Hokkaido Nippon-Ham Fighters (PL) | Masahiro Tanaka, Tohoku Rakuten Golden Eagles (PL) | Daisuke Miura, Yokohama DeNA BayStars (CL)    |

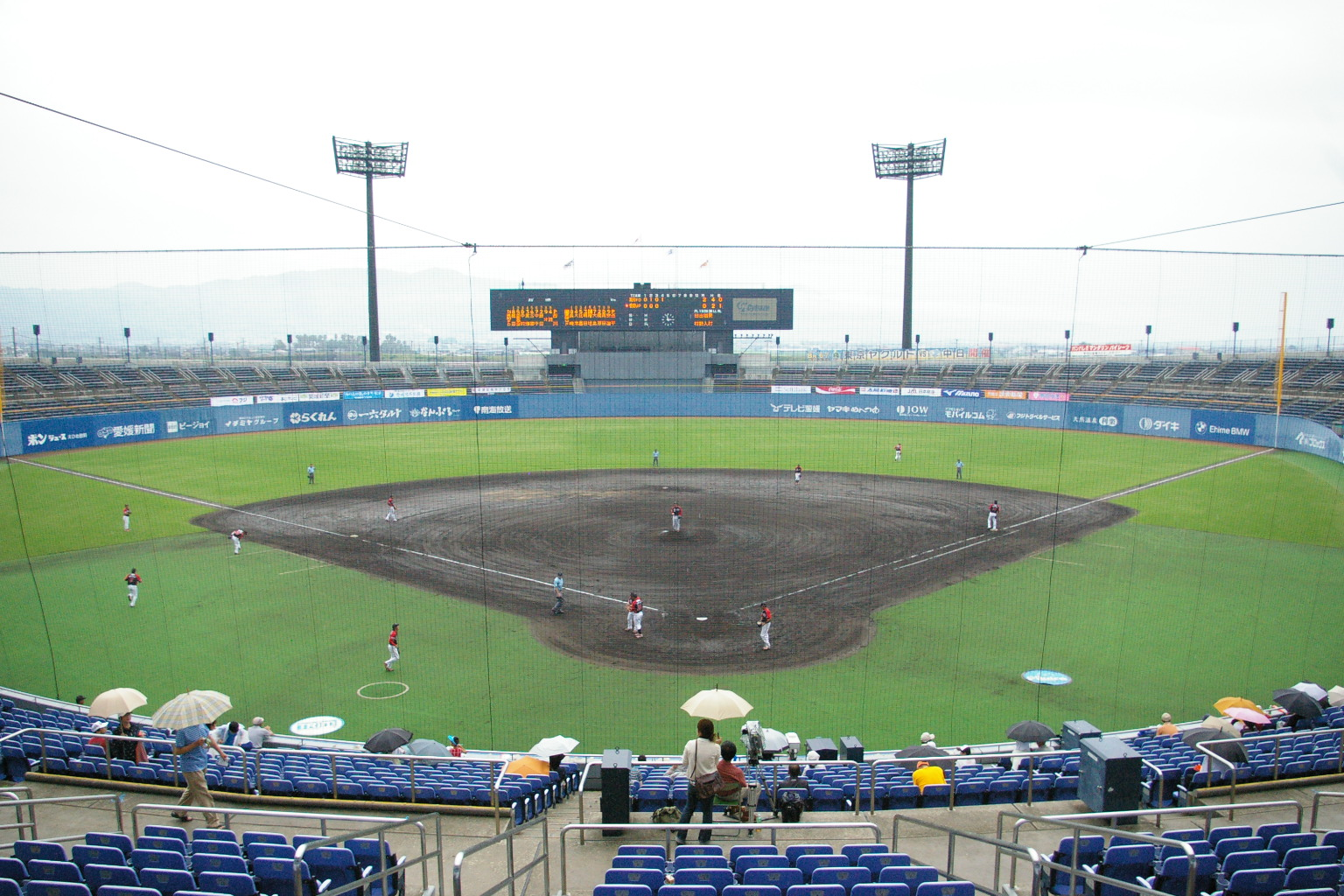
Botchan Stadium
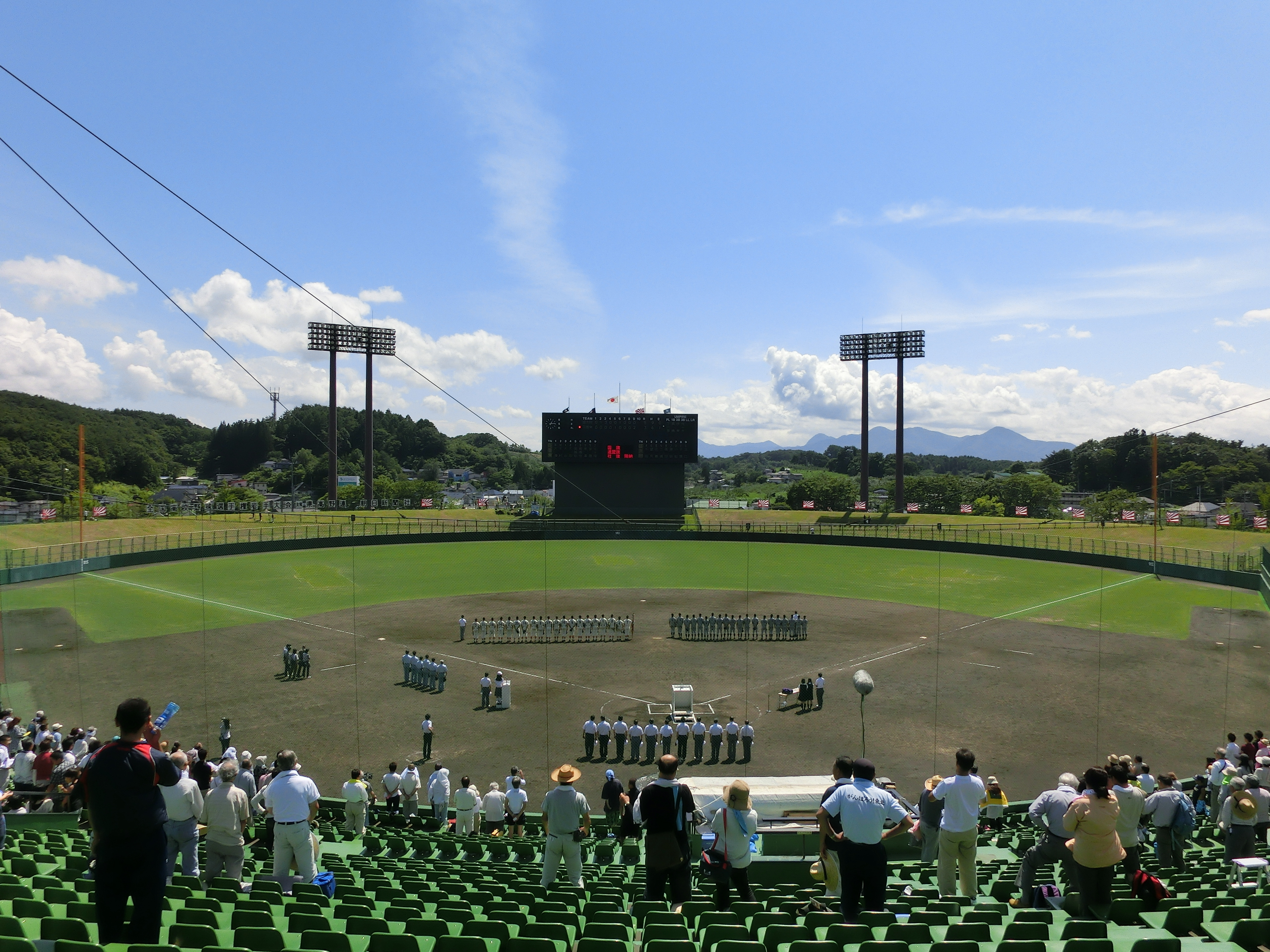
Iwate Prefectural Baseball Stadium

## Post Season
|  | Climax Series - semifinali | Climax Series - semifinali | Climax Series - semifinali   |                              |                | Climax Series - finali | Climax Series - finali | Climax Series - finali |  |  | Japan Series | Japan Series | Japan Series |  |
|  |                            |                            |                              |                              |                |                        |                        |                        |  |  |              |              |              |  |
|  |                            |                            |                              |                              |                | C1                     | Yomiuri Giants         | 4                      |  |  |              |              |              |  |
|  |                            |                            |                              |                              |                | C1                     | Yomiuri Giants         | 4                      |  |  |              |              |              |  |
|  |                            |                            |                              | Chunichi Dragons             | 3              |                        |                        |                        |  |  |              |              |              |  |
|  | C2                         | Chunichi Dragons           | 2                            | Chunichi Dragons             | 3              |                        |                        |                        |  |  |              |              |              |  |
|  | C2                         | Chunichi Dragons           | 2                            |                              |                |                        |                        |                        |  |  |              |              |              |  |
|  | C3                         | Tokyo Yakult Swallows      | 1                            |                              |                |                        |                        |                        |  |  |              |              |              |  |
|  | C3                         | Tokyo Yakult Swallows      | 1                            |                              | Yomiuri Giants | Yomiuri Giants         | 4                      |                        |  |  |              |              |              |  |
|  |                            |                            |                              |                              |                |                        |                        |                        |  |  |              |              |              |  |
|  |                            |                            | Hokkaido Nippon-Ham Fighters | Hokkaido Nippon-Ham Fighters | 2              |                        |                        |                        |  |  |              |              |              |  |
|  |                            |                            |                              | Hokkaido Nippon-Ham Fighters | 2              |                        |                        |                        |  |  |              |              |              |  |
|  |                            |                            |                              |                              |                |                        |                        |                        |  |  |              |              |              |  |
|  |                            |                            |                              |                              |                |                        |                        |                        |  |  |              |              |              |  |
|  |                            | P1                         | Hokkaido Nippon-Ham Fighters | 4                            |                |                        |                        |                        |  |  |              |              |              |  |
|  |                            |                            |                              | 4                            |                |                        |                        |                        |  |  |              |              |              |  |
|  |                            |                            |                              | Fukuoka SoftBank Hawks       | 0              |                        |                        |                        |  |  |              |              |              |  |
|  | P2                         | Saitama Seibu Lions        | 1                            | Fukuoka SoftBank Hawks       | 0              |                        |                        |                        |  |  |              |              |              |  |
|  | P2                         | Saitama Seibu Lions        | 1                            |                              |                |                        |                        |                        |  |  |              |              |              |  |
|  | P3                         | Fukuoka SoftBank Hawks     | 2                            |                              |                |                        |                        |                        |  |  |              |              |              |  |

### Japan Series
| Data                                | Squadra di casa              | Squadra ospite               | Ris. | Ospite       |
| ----------------------------------- | ---------------------------- | ---------------------------- | ---- | ------------ |
| 27/10                               | Yomiuri Giants               | Hokkaido Nippon-Ham Fighters | 8-1  | Tokyo Dome   |
| 28/10                               | Yomiuri Giants               | Hokkaido Nippon-Ham Fighters | 1-0  | Tokyo Dome   |
| 30/10                               | Hokkaido Nippon-Ham Fighters | Yomiuri Giants               | 7-3  | Sapporo Dome |
| 31/10                               | Hokkaido Nippon-Ham Fighters | Yomiuri Giants               | 1-0  | Sapporo Dome |
| 1/11                                | Hokkaido Nippon-Ham Fighters | Yomiuri Giants               | 2-10 | Sapporo Dome |
| 3/11                                | Yomiuri Giants               | Hokkaido Nippon-Ham Fighters | 4-3  | Tokyo Dome   |
| Yomiuri Giants vincono la serie 4-2 |                              |                              |      |              |

## Campioni
| Japan Series 2012 Yomiuri Giants Ventiduesimo titolo ※Yomiuri Giants qualificati per le 2012 Asia Series. |

## Premi
- Miglior giocatore della stagione

|    | Giocatore        | Squadra                      |
| -- | ---------------- | ---------------------------- |
| CL | Shinnosuke Abe   | Yomiuri Giants               |
| PL | Mitsuo Yoshikawa | Hokkaido Nippon-Ham Fighters |

- Rookie dell'anno

|    | Giocatore     | Squadra             |
| -- | ------------- | ------------------- |
| CL | Yusuke Nomura | Hiroshima Toyo Carp |
| PL | Naoya Masuda  | Chiba Lotte Marines |

- Miglior giocatore delle Japan Series

| Giocatore      | Squadra        |
| -------------- | -------------- |
| Tetsuya Utsumi | Yomiuri Giants |